# NGC 1177
NGC 1177 is een spiraalvormig sterrenstelsel in het sterrenbeeld Perseus. Het hemelobject werd op 29 november 1874 ontdekt door de Ierse astronoom Lawrence Parsons.

## Synoniemen
- IC 281
- PGC 11581
- MCG 7-7-20
- ZWG 540.33